# هوينه فان تان
هوينه فان تان هو لاعب كرة قدم فيتنامي في مركز الهجوم، ولد في 20 ديسمبر 1992 في محافظة بنه دنه في فيتنام. شارك مع منتخب فيتنام تحت 16 سنة لكرة القدم ومنتخب فيتنام تحت 20 سنة لكرة القدم ومنتخب فيتنام تحت 23 سنة لكرة القدم. أما مع النوادي، فقد لعب مع نادي إف إل سي تان هوا.

## وصلات خارجية
- هوينه فان تان على موقع قاعدة بيانات كرة القدم.إي يو (الإنجليزية)
- هوينه فان تان على موقع Soccerway.com (الإنجليزية)